# Great Seal of the Realm
Das Great Seal of the Realm ist ein Siegel des britischen Königshauses, um wichtige Dokumente zu genehmigen. Das aktuelle Siegel wurde 2001 von James Walter Butler gestaltet.

## Geschichte
Die Geschichte des britischen Königssiegels beginnt im 11. Jahrhundert mit Eduard dem Bekenner, der als erster mit einem Wachsabdruck seines Gesichts auf einem Dokument sein Einverständnis mit dem Geschriebenen zum Ausdruck brachte. Bis zum Jahr 1603, als die Personalunion zwischen dem Königreich Schottland und dem Königreich England entstand, wählte abgesehen von einigen Ausnahmen abgesehen jeder folgende Monarch ein persönliches Siegel. Die Malerin Levina Teerlinc soll um 1540 das Siegel der Königin Maria I. sowie ihrer Nachfolgerin Elisabeth I. entworfen haben. 1688, zu Beginn der Glorious Revolution, warf König Jakob II. vor seiner Flucht nach Frankreich das Siegel in die Themse, was von seinen Gegnern als Abdankung interpretiert wurde.
Seit dem 14. Jahrhundert gab es ein Großes Siegel Schottlands. Als mit dem Act of Union 1707 die Königreiche England und Schottland vereinigt wurden, wurde für das neu entstandene Königreich Großbritannien ein eigenes Siegel geschaffen. 2011 wurde ein neues Walisisches Siegel eingeführt.

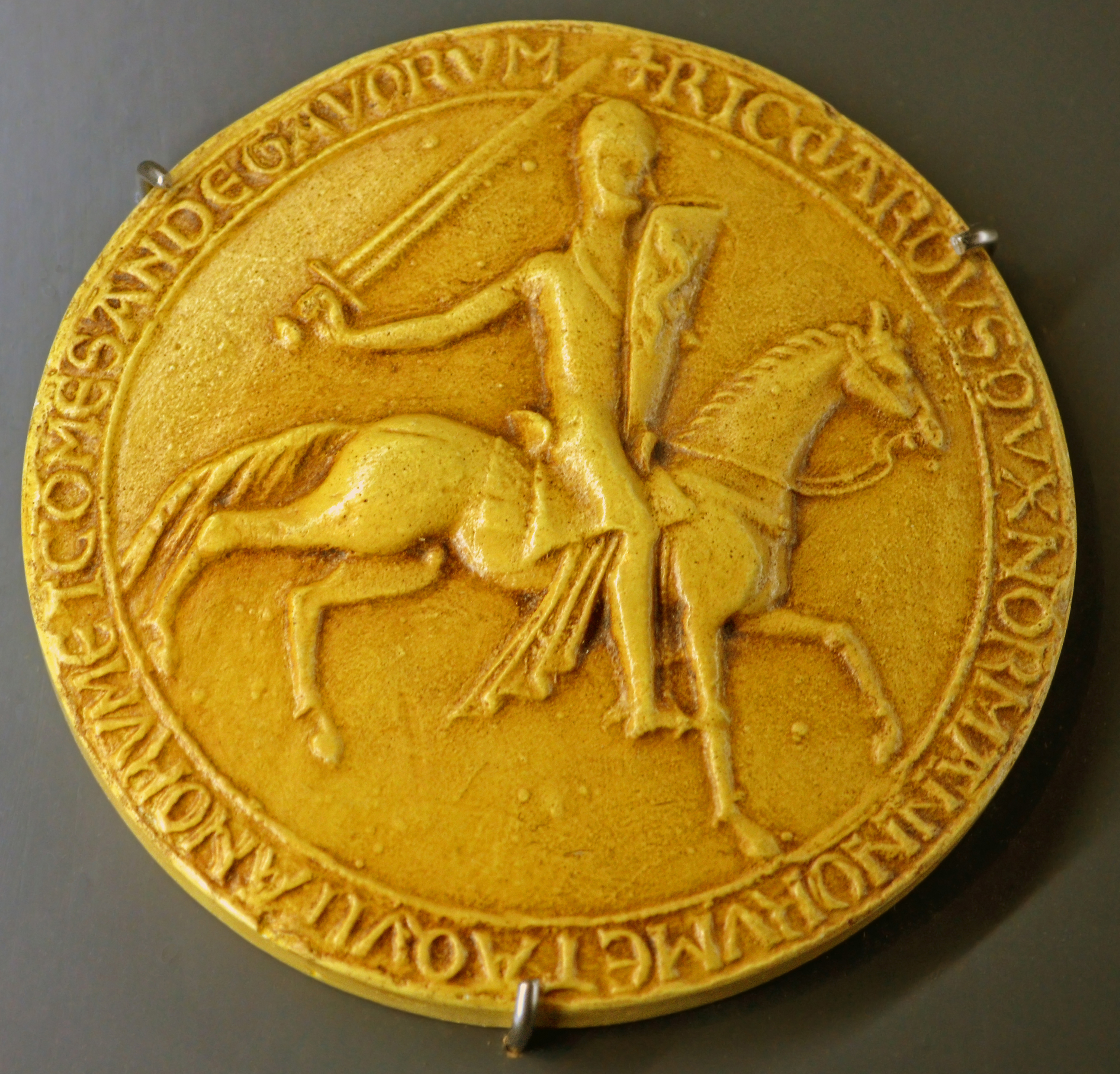
Siegel von Richard Löwenherz
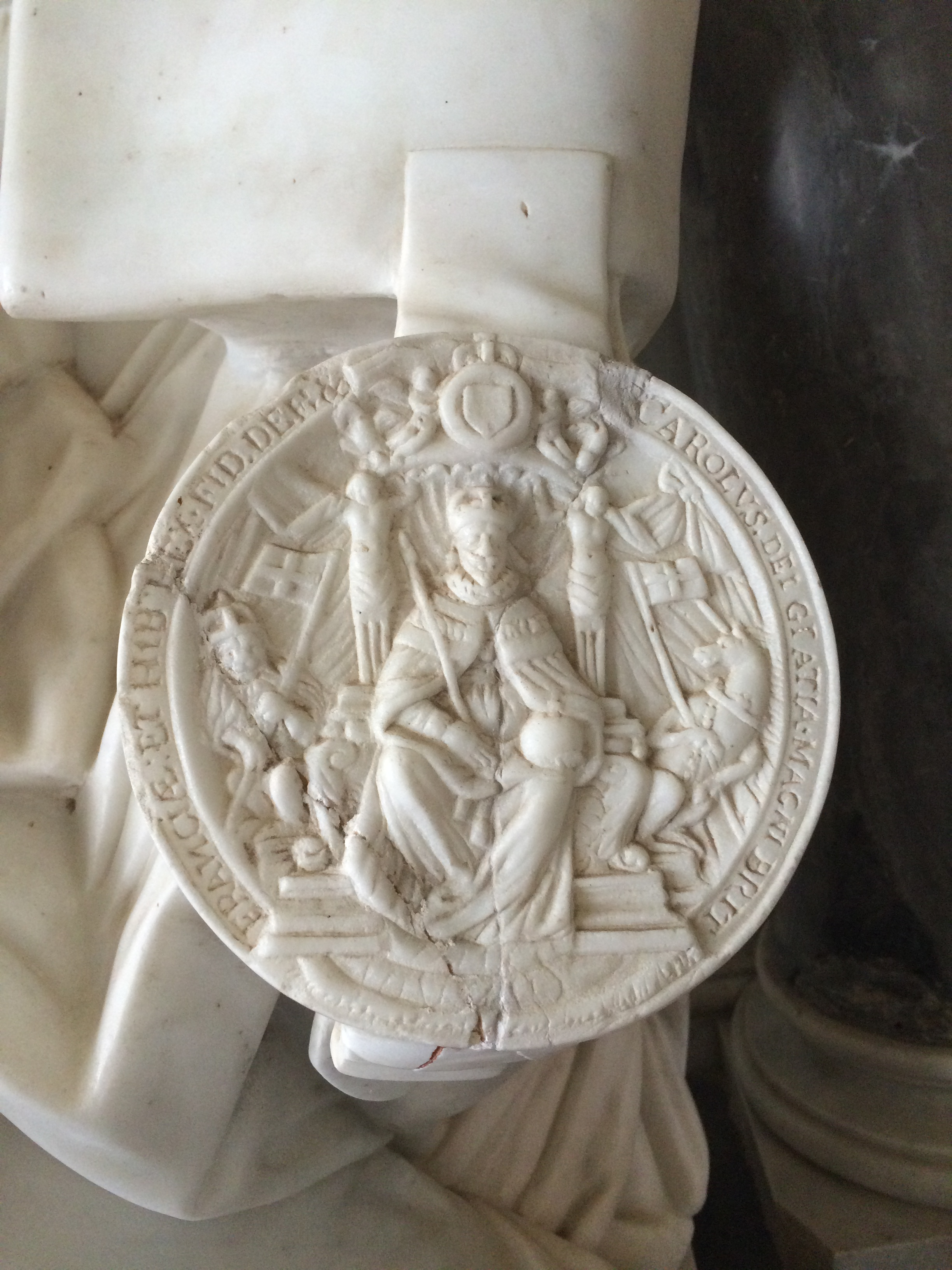
17. Jahrhundert
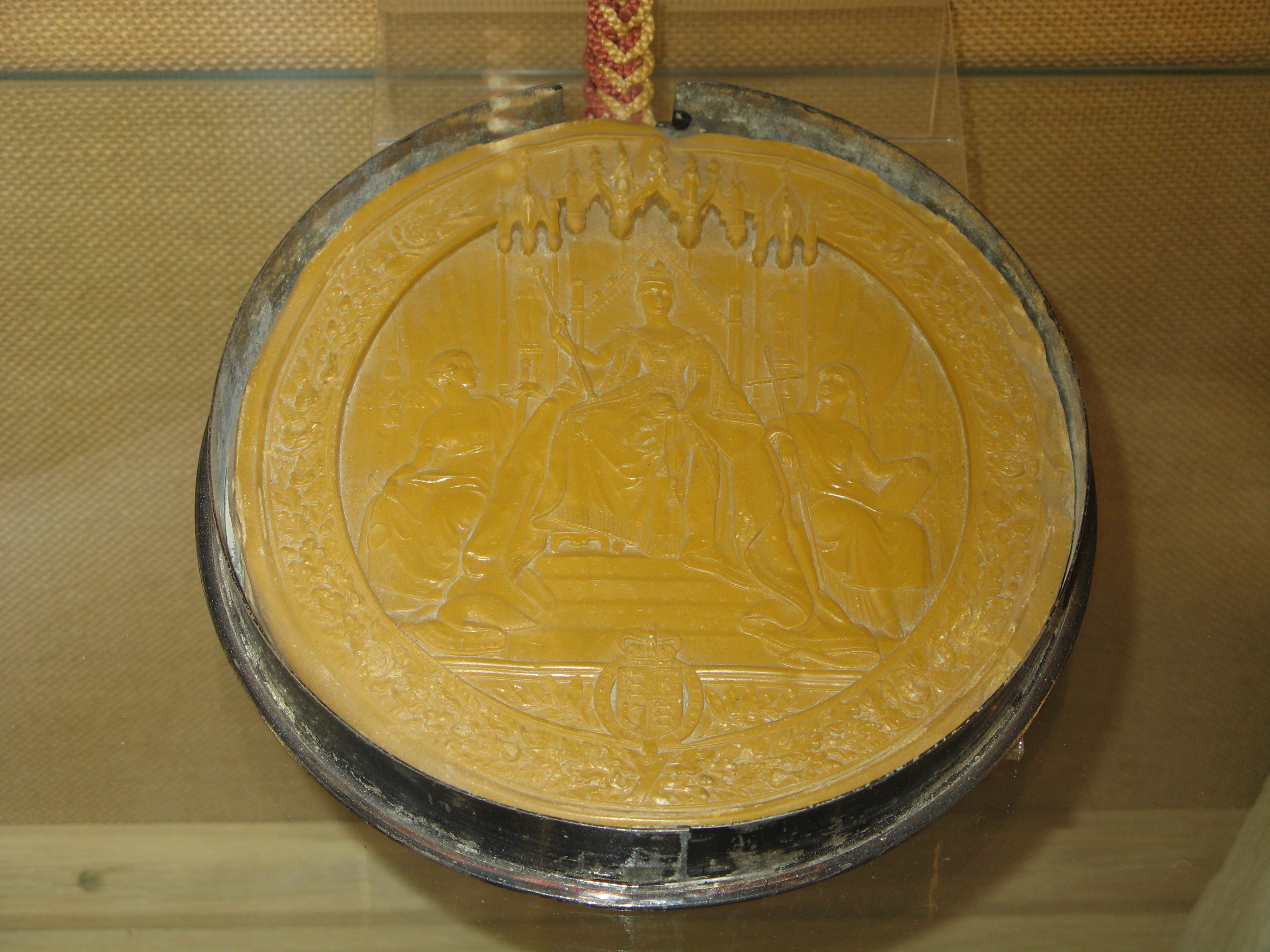
1900
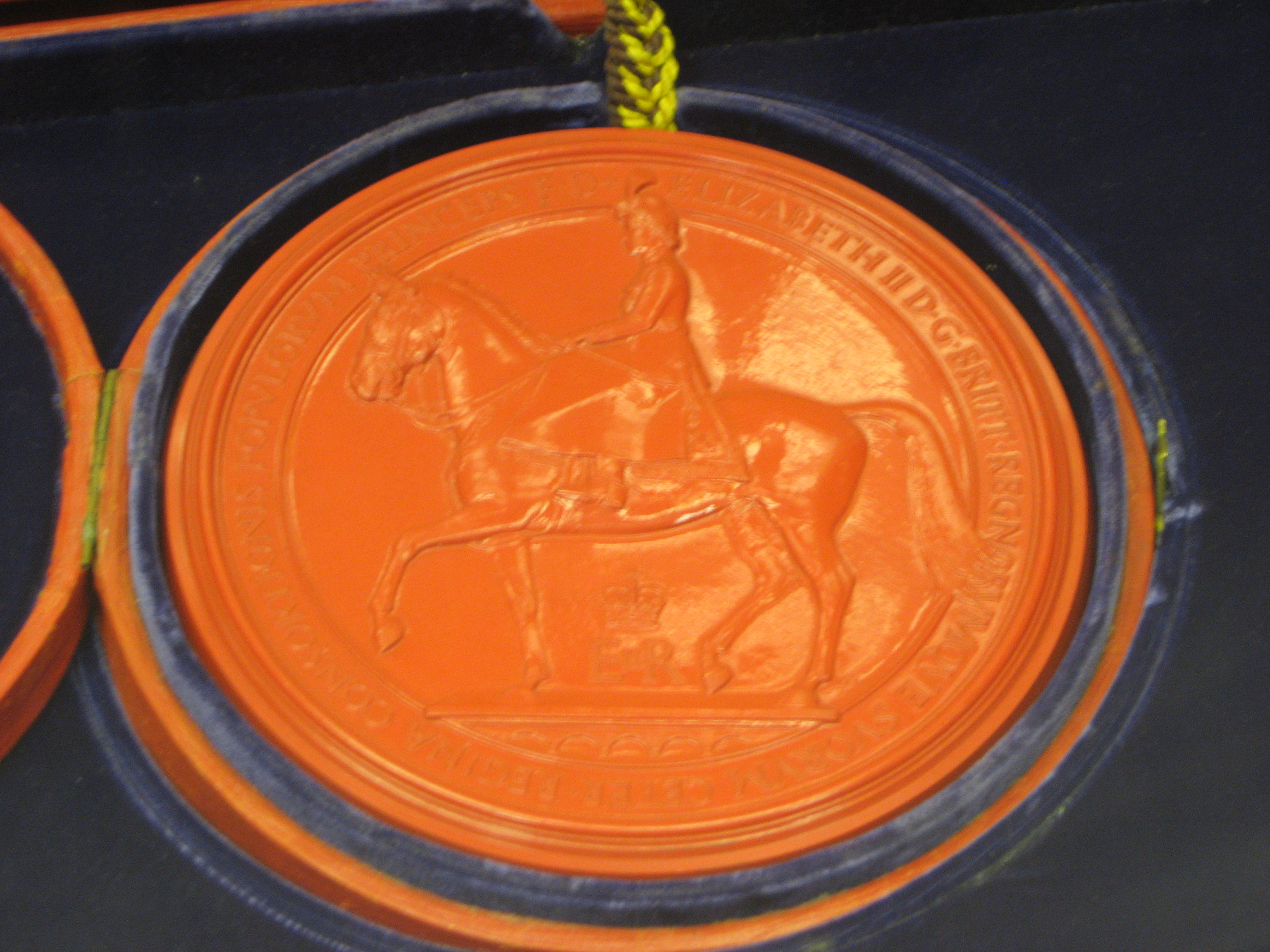
1953